# جين فرانكلين
جين فرانكلين (بالإنجليزية: Jane Franklin)‏ هي مؤرخة أمريكية، ولدت في 13 أبريل 1934.